# Domaining
Domaining este afacerea prin care se cumpără nume de domenii pe Internet care apoi se revând, sau se dezvoltă situri web și se monetizează sau se vând apoi împreună cu numele de domenii. Un astfel de portofoliu de nume de domenii include adesea nume de domenii generice alese cu grijă și foarte vandabile, sau domenii la care nu s-a mai prelungit înregistrarea dar care mai dispun încă de un trafic rezonabil. Uneori nu există nicio intenție de a folosi vreunul din aceste nume de domenii cu excepția generării de venituri din parcarea domeniilor. Numele de domenii sunt adrese web cu o mare varietate de extensii, .com fiind cel mai popular.

## Domaineri
Domainerii sunt persoane fizice a căror profesie este acumularea de și afaceri cu nume de domenii generice pe Internet. Deși sunt comparați uneori cu hoții de nume de domenii (cybersquatters) și cu bișnițarii de bilete, domainerii spun că se diferențiază de aceștia argumentând prin faptul că ei evită achiziționarea de nume de domenii ale unor mărci înregistrate și numele de domenii cu greșeli ortografice asemănătoare cu alte nume de domenii cunoscute. Ei consideră că modul lor de conduită în cumpărarea, vinderea și dezvoltarea numelor de domenii este în același spirit cu cel al investițiilor imobiliare. Domainerii generează venit în special prin parcarea domeniilor, prin revânzarea numelor de domenii, și prin vânzarea siturilor web dezvoltate pe aceste nume de domenii. Se face adesea referire la domaineri ca la investitori în nume de domenii și registranți comerciali.
În decembrie 2006 se estimează că existau între 8.000 și 10.000 persoane în 
toată lumea care cumpărau și vindeau nume de domenii ca parte a afacerii lor. USA 
Today a scris că mulți domaineri preferă să rămână anonimi datorită naturii competitive și controversate a afacerii lor.

Un raport al USA Today spune că vânzările cunoscute a 5.851 nume de domenii au generat un venit de 28 milioane USD în 2005, comparativ cu 3.813 nume de domenii vândute cu 15 milioane USD în 2004.
 
La fel ca şi cu un iceberg, numărul de vânzări raportate se estimează a fi doar 
5-10% dintr-o piaţă mult mai mare de revânzări de nume de domenii secundare.